# 4965 Такеда
4965 Такеда (4965 Takeda) — астероїд головного поясу, відкритий 6 березня 1981 року.
Тіссеранів параметр щодо Юпітера — 3,278.
Названо на честь Такеди (яп. たけだ(武田) такеда).